# Höhlenlöwe
Der Höhlenlöwe (Panthera spelaea, teilweise auch Panthera leo spelaea) ist eine ausgestorbene Großkatze, die zur Zeit des Pleistozäns in Europa und Nordasien lebte. Ursprünglich als mehr oder weniger klar abgegrenzte Unterart des Löwen (Panthera leo) angesehen, sprechen genetische Befunde eher für eine eigenständige Art. Die Erstbeschreibung erfolgte durch den Arzt und Naturforscher Georg August Goldfuss anhand eines Schädels aus der Zoolithenhöhle von Burggaillenreuth bei Muggendorf in der Fränkischen Alb.

## Geographische und zeitliche Verbreitung

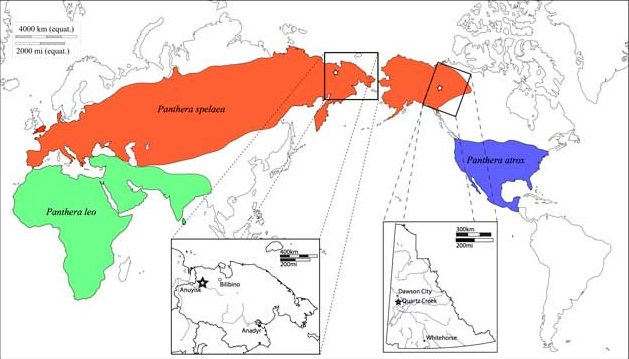
Karte mit der ungefähren Verbreitung von Löwen aus dem späten Pleistozän. Rot zeigt die maximale Verbreitung von Panthera spelaea an; blau die maximale Verbreitung von Panthera atrox; und grün die maximale Verbreitung von Panthera leo leo / Panthera leo persica. Sterne zeigen ungefähre Standorte von Funden der entsprechenden Löwen. Die Einfügungen zeigen Details der modernen Grenzen von Yukon Territory, Kanada, und Chukotka, Russland, sowie regionale Siedlungen.

In Europa erschienen Löwen erstmals mit Panthera fossilis, dem sogenannten Mosbacher Löwen, vor ca. 700.000 Jahren. Die Tatsache, dass diese Mosbacher Löwen gelegentlich auch als Höhlenlöwen bezeichnet werden, kann zu Verwirrungen führen. Hier wird unter dem Begriff Höhlenlöwe daher ausschließlich Panthera spelaea verstanden. Die Herkunft des Höhlenlöwen ist nicht eindeutig. Wahrscheinlich sind beide, Höhlenlöwe und Mosbacher Löwe, nahe miteinander verwandt. Aufgrund einzelner „tigriner“ Merkmale etwa im Bau des Hirnschädels, lassen sich beide Formen möglicherweise auf den eher asiatisch-osteuropäisch verbreiteten Panthera gombaszoegensis zurückführen. Zu den ältesten bekannten Funden gehört ein Mittelfußknochen aus der Fundstätte Notarchirico nahe Venosa in der Basilicata, in Italien der rund 660.000 bis 612.000 Jahren alt ist und somit in das frühe Mittelpleistozän datiert. Der Höhlenlöwe war weit über das nördliche Eurasien verbreitet und drang selbst während der Kaltzeiten weit nach Norden vor. Über die durch die Vereisung trockengefallene Bering-Landbrücke erreichte er im späten Mittelpleistozän auch Alaska. Von dort aus stieß er wahrscheinlich weiter nach Süden vor und entwickelte sich durch genetische Isolierung zum Amerikanischen Löwen (Panthera atrox). In einer weiteren Ausbreitungswelle erreichte der Höhlenlöwe im frühen Jungpleistozän erneut Alaska, blieb aber in Nordamerika auf diese Region beschränkt. Der Höhlenlöwe verschwand mit dem Ende der letzten Kaltzeit vor etwa 12.000 Jahren, hielt sich aber möglicherweise auf der Balkanhalbinsel bis weit in die Nacheiszeit hinein. Bei diesen Löwen, die anscheinend noch zur Zeitenwende auf dem Balkan lebten, ist allerdings nicht geklärt, ob sie tatsächlich zur Unterart des Höhlenlöwen gehörten. Die jüngsten gesicherten Nachweise von Höhlenlöwen aus dem Gebiet des Lena-Flusses in Sibirien beziehungsweise aus Sigmaringen in Deutschland werden mittels Radiokohlenstoffdatierung auf ein Alter von etwa 12.500 Kohlenstoffjahren datiert (das absolute Alter in Kalenderjahren liegt etwas darüber).
Fossilfunde des Höhlenlöwen stammen häufig aus Höhlen, wo ihre Kadaver oft von Hyänen hereingeschleppt worden sein dürften. Derartige Höhlen in Deutschland sind die Bilsteinhöhle, die Balver Höhle, das Perick-Höhlensystem, die Kepplerhöhle und die Zoolithenhöhle. Aus Siegsdorf in Bayern ist ein vollständiges Skelett eines Höhlenlöwen außerhalb einer Höhle bekannt, das 1985 gefunden wurde. Ein nahezu vollständiges Skelett einer Löwin mit pathologischen Veränderungen wurde in Neumark-Nord im Geiseltal entdeckt. Ein weiteres vollständiges Höhlenlöwenskelett wurde in der Srbsko Chlum–Komín-Höhle in Tschechien gefunden.

## Aussehen

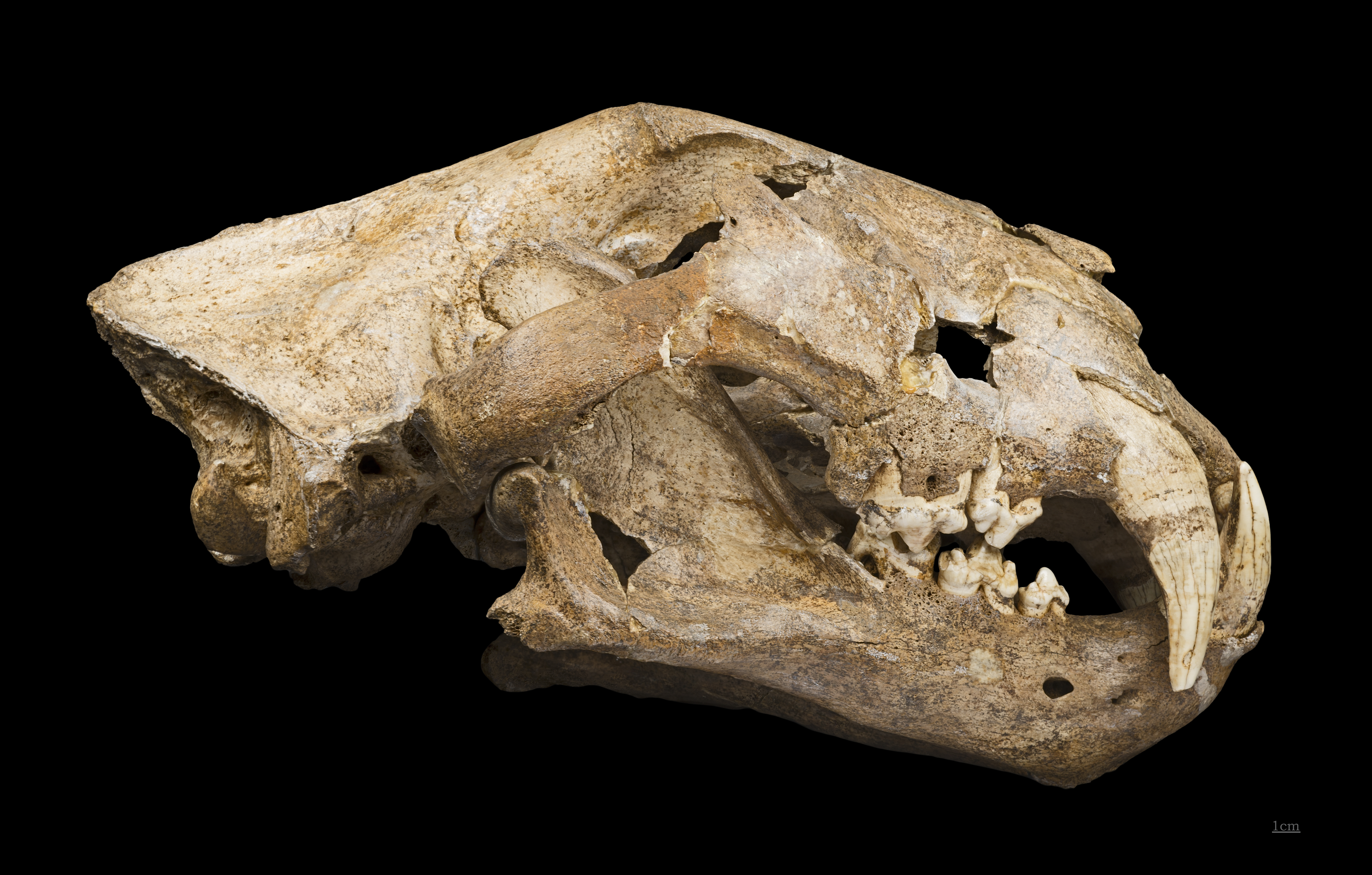
Schädel eines Höhlenlöwen

Ausgewachsene Höhlenlöwen übertrafen im Schnitt heutige Löwen um 5 bis 10 % an Körpergröße, jedoch trifft dies nicht für alle Skelettelemente zu. Für einige Funde aus dem Rheingebiet liegen Berechnungen der Körpergröße vor. So wurde für ein rund 37 cm langes Schienbein aus Hessenaue eine Kopf-Rumpf-Länge von 217 cm ermittelt, für ein etwa 34 cm langes Schienbein aus Geinsheim beträgt die Körperlänge gut 206 cm. Ein etwa 37 cm langer Oberschenkelknochen aus Groß-Rohrheim führt zu einer Kopf-Rumpf-Länge von 194 cm. Sie erreichten damit nicht die deutlich größeren Ausmaße der Mosbacher Löwen (Panthera fossilis) und der Amerikanischen Löwen (Panthera atrox).
Die maximale Schädellänge männlicher Höhlenlöwen aus der Weichsel-Kaltzeit lag bei etwa 40 cm. Frühere Formen des Höhlenlöwen, etwa aus der Eem-Warmzeit, erreichten mit bis zu 45 cm Schädellänge vergleichbare Ausmaße wie der Mosbacher Löwe oder der Amerikanische Löwe.
Anhand einzelner Eismumien aus dem nördlichen Russland kann die Fellbedeckung des Höhlenlöwen relativ gut rekonstruiert werden. Das Fell zeichnete sich durch eine Teilung in dichtes Wollhaar und in Deckhaar aus, was sich sowohl bei Jung- als auch bei ausgewachsenen Tieren belegen ließ. Im Unterschied dazu ist das Wollhaar bei ausgewachsenen Individuen des heutigen Löwen nur marginal ausgebildet, bei Jungtieren kommt es nicht vor. Das Deckhaar des Höhlenlöwen war schwarz bis dunkelbraun gefärbt. Einzelne Haare wiesen auch hellgelbe Spitzen auf. Die Länge der Haare variierte zwischen 35 und 60 mm. Dies ist weitgehend doppelt so lang wie beim heutigen Löwen (ausgenommen die Mähne). Im Vergleich zu diesem waren die Deckhaare beim Höhlenlöwen dünner, hatten aber eine ähnlich gut entwickelte Markröhre, die bis zu drei Viertel des Schaftdurchmessers beanspruchte. Lediglich fragmentiert liegen Leithaare vor, die aber mit einem Durchmesser von 180 bis 200 μm doppelt so dick waren wie normale Deckhaare. Das Wollhaar bildete den Hauptteil des Fells beim Höhlenlöwen und stellt somit ein effektives Wärmepolster dar. Es wies eine hellgelbliche Färbung auf und zeigte sich stark gekräuselt mit drei bis sechs Wellen bei einer Haarlänge von maximal 35 mm. Auch hier war die Markröhre gut entwickelt. Abweichend von den ausgewachsenen Höhlenlöwen war das Fell der Jungtiere weniger differenziert. Es kamen keine Leithaare vor und sowohl die Deck- als auch die Wollhaare besaßen in etwa die gleiche Länge, ebenso erwies sich die Markröhre als noch nicht vollständig ausgebildet. Allerdings zeichneten sich an der Schnauze bereits Vibrissen ab. Das gesamte Fell der Jungtiere hatte eine weiße Tönung. Zusätzliche Informationen über die Fellbedeckung können aus altsteinzeitliche Darstellungen wie Höhlenmalereien und Figurinen gewonnen werden. Sie zeigen den Höhlenlöwen immer ohne Mähne, was als Hinweis dient, dass männliche Individuen im Gegensatz zu ihren afrikanischen und indischen Verwandten mähnenlos waren. Jedoch weisen diese Darstellungen oftmals die löwentypische Schwanzquaste auf. Das Fell scheint nach diesen Zeichnungen einfarbig gewesen zu sein.
Als weitere Hinweise auf die Weichteilerhaltung können fossile Trittsiegel herangezogen werden, die aus Niederterrassen-Ablagerungen der Emscher bei Bottrop erhalten sind. Die Höhlenlöwenfährte verläuft über rund 13 m Länge und besteht aus insgesamt 29 Abdrücken. Die Hand ist etwa 14,2 cm lang und 13,6 cm breit, der Fuß hat in Länge und Breite mit 14,2 und 14,3 cm nahezu die gleichen Ausmaße. Allerdings ist der Ballen der Hand breiter und oval, während der des Fußes eher rechteckig oder nierenförmig erscheint. Vor jedem Ballen sind deutlich je vier Zehen eingedrückt, der Daumen der Hand hinterließ somit keine Spuren. Die Abstände zwischen Vorder- und Hinterfuß betragen 175 bis 180 cm, die Spurenweite zwischen den Vorder- und Hinterfüßen gut 32 cm. Das Individuum querte die Landschaft mit einer Geschwindigkeit von 11,6 km/h, was einem zügigen Lauf, aber keinem Spurt entspricht.

## Lebensweise

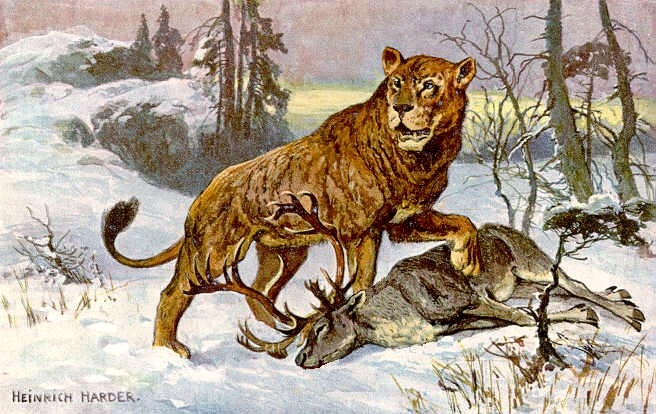
Höhlenlöwe mit Beute (Heinrich Harder, um 1920)

Löwen besiedelten Europa und Nordasien sowohl in den Warmzeiten als auch in den Kaltzeiten. In Mitteleuropa kamen die Höhlenlöwen auch während der maximalen Vereisung vor. Die fossilen Trittsiegel von Bottrop zeigen neben der Großkatze auch Spuren des Rens und anderer Huftiere wie Rinder und Pferde.
Die Nahrung des Höhlenlöwen bestand vor allem aus größeren Huftieren der damaligen Zeit, etwa Wildpferden, Hirschen, Wildrindern und Antilopen. Dabei zeigen Isotopenanalysen an Höhlenlöwenresten aus zahlreichen Fundstellen Mittel- und Westeuropas, etwa aus der Schwäbischen Alb, den Ardennen, dem nordwestlichen Alpenvorland und dem Pariser Becken, eine sehr variable Ernährungsweise. So scheinen Tiere aus der Schwäbischen Alb und den Ardennen stärker auf das Ren und Jungen des Höhlenbären spezialisiert gewesen zu sein, was eventuell durch die Anwesenheit der Höhlenhyäne als großen Nahrungskonkurrenten zu erklären ist. Dies ist ein Unterschied zu den heutigen Verhältnissen in den afrikanischen Savannen, wo sich das Beutespektrum der Löwen und Hyänen stark überlappen. Denkbar ist daher, dass im Gegensatz zu rezenten Löwen der Höhlenlöwe eher solitär oder in kleinen Familienverbänden auf Jagd ging. In Regionen und Zeiten, wo die Höhlenhyäne nicht anwesend war, erweiterte sich das Nahrungsspektrum des Höhlenlöwen. Am Ende der letzten Kaltzeit stellte das Ren die bedeutendste Beute der Großkatze dar.
In jungpleistozänen Ablagerungen des Rheins von Hessenaue bei Darmstadt wurde das Schienbein eines Höhlenlöwen gefunden, das trotz einer schweren Entzündung des Knochenmarks, die das Tier vorübergehend jagdunfähig machte, später wieder verheilt ist. Das Tier muss demnach noch längere Zeit mit dieser Behinderung überlebt haben. Das legt nahe, dass dieses Tier von Artgenossen an der Beute geduldet oder mit Futter versorgt wurde. Möglicherweise war der Höhlenlöwe also ähnlich wie heutige Löwen ein Rudeltier.
Trotz seines Namens war der Höhlenlöwe kein ausgesprochener Bewohner von Höhlen. Im Gegensatz zur Höhlenhyäne und zum Höhlenbären hat er Höhlen vermutlich auch nur selten als Versteck aufgesucht. Besonders kranke, alte oder geschwächte Höhlenlöwen suchten hier wahrscheinlich Schutz und verendeten. Auch wurden teilweise offenbar vollständige Löwenkadaver von Höhlenhyänen in Höhlen geschleppt. Ihre Jungen scheinen Höhlenlöwen im Gegensatz zu Höhlenbären oder Hyänen nicht in Höhlen aufgezogen zu haben. Dies ist an den wenigen Funden von jungen Löwen in Höhlen und dem Fehlen von Löwen-Milchzähnen ersichtlich. Ähnlich wie heutige Löwen scheinen Höhlenlöwen ihre Beute auch nicht in Höhlen versteckt zu haben, ganz im Gegensatz zu Hyänen.

## Verwandtschaft
Anders als beim Mosbacher Löwen (Panthera fossilis) war beim Höhlenlöwen lange Zeit umstritten, ob er dem Tiger (Panthera tigris) oder dem Löwen (Panthera leo) zuzurechnen ist oder sogar eine eigene Art darstellt. Im Jahre 2004 ist es deutschen Wissenschaftlern gelungen, durch einen DNA-Test den Höhlenlöwen als Unterart oder zumindest als sehr nahen Verwandten des Löwen (Panthera leo) zu identifizieren. Dies wurde inzwischen bestätigt, wodurch ein seit der Erstbeschreibung im Jahre 1810 bestehender Streit geklärt werden konnte, ob es sich bei den Fossilien um die Überreste eines Löwen oder eines Tigers handelt. Dennoch bilden die pleistozänen Löwen des Nordens eine eigene Linie, der die Löwen Afrikas und Südasiens gegenüberstehen. Zu dieser sogenannten spelaea-Gruppe zählen der Mosbacher Löwe, der Höhlenlöwe und der Amerikanische Löwe (Panthera atrox). Alle heutigen Löwen gehören der leo-Gruppe an. Wann sich diese beiden Gruppen voneinander trennten, ist nicht ganz eindeutig. Einzelne genetische Untersuchungen veranschlagen einen Zeitraum von vor rund 500.000 bis 600.000 Jahren. Nach einer Analyse aus dem Jahr 2016 erfolgte die Aufspaltung der spelaea- und der leo-Gruppe jedoch schon vor etwa 1,89 Millionen Jahre, wodurch unter anderem eine Eigenständigkeit des Höhlenlöwen auf Artniveau gerechtfertigt ist. Die frühe Trennung ließ sich in einer weiteren Studie aus dem Jahr 2020 bestätigen. Die unterschiedlichen Ergebnisse der einzelnen genetischen Analysen werden auf abweichende Kalibrationsmodelle zurückgeführt, da einige Untersuchungen den „Umweg“ über die absolute Datierung des Mosbacher Löwen gehen.
Innerhalb der genetischen Diversität des Höhlenlöwen gibt es einen größeren Split mit zwei Kladen. Die eine, Clade C, besiedelte den größten Teil Eurasiens. Eine weitere, genetisch eng verwandte Gruppe ist auf Ostsibirien und Beringia beschränkt, sie wird als Clade B bezeichnet. Die Tiere unterscheiden sich auch morphologisch von den anderen Höhlenlöwen durch ihre geringere Größe. Bisweilen werden sie daher auch als eigene Unterart (P. s. vereshchagini) betrachtet. Beide Linien trennten sich genetisch vor etwa 578.000 Jahren, also im Verlauf des Mittelpleistozäns. Eine dritte Gruppe, gegenwärtig nur durch ein Individuum aus Ostsibirien repräsentiert und als Clade A hervorgehoben, hatte sich bereits im Altpleistozän vor rund 971.000 abgespalten. Im Gegensatz dazu bestehen relativ deutliche genetische Unterschiede zwischen Amerikanischen Löwen südlich der glazialen Eisschilde einerseits und Eurasischen bzw. Beringia-Höhlenlöwen andererseits. Ihre Trennung fand im späten Mittelpleistozän vor rund 340.000 bis 165.000 Jahren statt.

## Eismumien
Reste mumifizierter Kadaver des Höhlenlöwen sind sehr selten. Bisher wurden nur rund ein halbes Dutzend Exemplare gefunden, die alle aus dem Permafrostgebiet im Norden Russlands stammen. Ein erstes Skelett eines ausgewachsenen Tieres wurde im Jahr 2008 am Fluss Malyi Anyui im westlichen Teil von Tschukotka entdeckt. Disartikuliert von dem Skelett fanden sich eine Kralle und Haarreste.

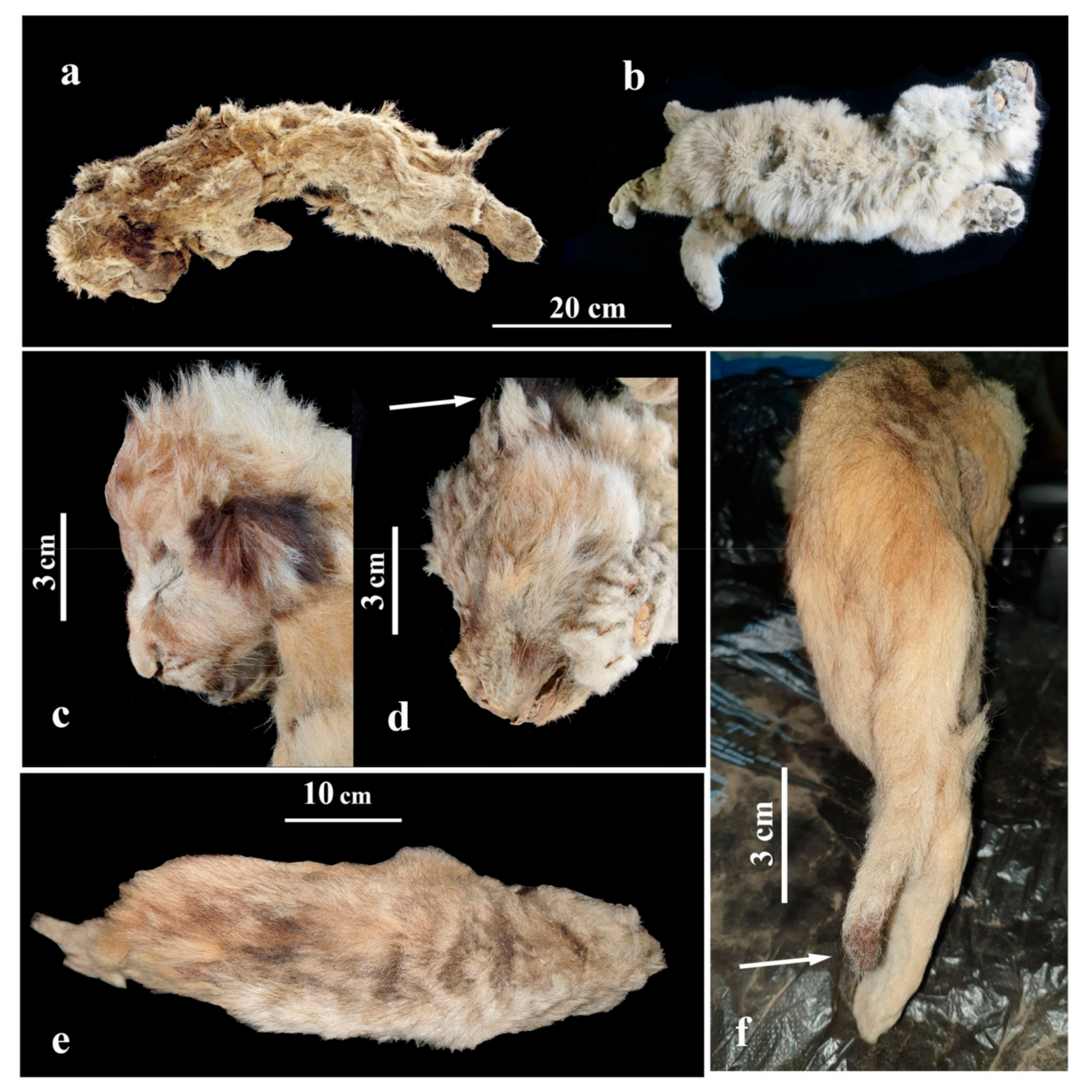
Eismumien von zwei Jungtieren, „Sparta“ (a, c, e, f) und „Boris“ (b, d)

Vier weitere Funde umfassen Jungtiere. Alle wurden bisher in der gleichen Region, dem Becken der Indigirka im Rajon Abyjski ulus in der russischen Republik Sacha (Jakutien) aufgedeckt. Zwei Individuen fanden sich nach im Juli 2015 am Ufer des Flusses Ujandina. Die Funde weisen einen außerordentlich guten Erhaltungszustand auf. Sie wurden in einer Tiefe von 4 bis 5 m im sogenannten Edoma-Permafrost, welcher sich vor 55.000 bis 25.000 Jahren gebildet hatte. Es handelt sich um ein vollständiges Tier, das den Namen „Uyan“ erhielt, und um ein teilweise erhaltenes Exemplar mit dem Namen „Dina“. Beide waren noch mit einem gelblich-braunen Fell bedeckt. Im Vergleich mit heutigen Löwen starben sie im Alter von eins bis zwei Wochen. Die Akademie der Wissenschaften von Jakutien gab Anfang 2017 den Fund eines weiteren, ca. 43.450 Jahre alten Exemplars einer Eismumie eines männlichen Jungtieres bekannt, das den Namen „Boris“ erhielt. Die Fundstelle befand sich am Ufer des Flusses Semjuljach, einem Zubringer des Tirechtjach. Das dort 2017 gefundene Exemplar ist in nahezu perfektem Zustand, 4 kg schwer, 45 cm lang und wurde im Lebensalter zwischen 2 und 3 Wochen konserviert. Nur 15 m von der Fundstelle entfernt kam im Jahr 2018 ein weibliches Jungtier zum Vorschein. das vor gut 27.960 Jahren im Alter von 1 bis 2 Monaten starb. Es wurde auf den Namen „Sparta“ getauft.

## Höhlenlöwe und Mensch
Der Höhlenlöwe kommt an zahlreichen Fundstellen des frühen Menschen der Altsteinzeit vor. In der Regel ist er aber selten vertreten. Am rund 350.000 Jahre alten altpaläolithischen Fundplatz Bilzingsleben in Thüringen macht er rund 1 % der aufgefundenen Tierreste aus. Ob die Tiere aktiv bejagt wurden, war lange Zeit unklar. Zumindest wurde überlegt, ob der frühe Mensch diese eventuell aufgrund von Nahrungskonkurrenz gelegentlich erlegte. Indizien für eine Jagd finden sich hingegen an der neandertalerzeitlichen Fundstelle von Siegsdorf in Bayern, die etwa in die Mitte der Letzten Kaltzeit vor rund 50.000 Jahren datiert. Hier zeigt ein Skelett eines Höhlenlöwen Impaktnarben an den Rippen, die offensichtlich auf eine Jagdwaffe des Menschen zurückgehen, welche schräg in die Bauchhöhle eindrang. Schnittspuren an den Knochen deuten zudem darauf hin, dass das Individuum anschließend zerlegt wurde. Darüber hinaus lassen ebenfalls Schnittspuren an einem weiteren Skelett aus der Einhornhöhle in Niedersachsen vermuten, dass die Neandertaler bereits vor rund 190.000 Jahren das Fell der Tiere nutzten. Auffallenderweise finden sich derartige Marken an den Zehenknochen, so dass das Fell offensichtlich mitsamt der Tatzen abgezogen wurde. Hier könnte eine symbolische Bedeutung eine Rolle gespielt haben.

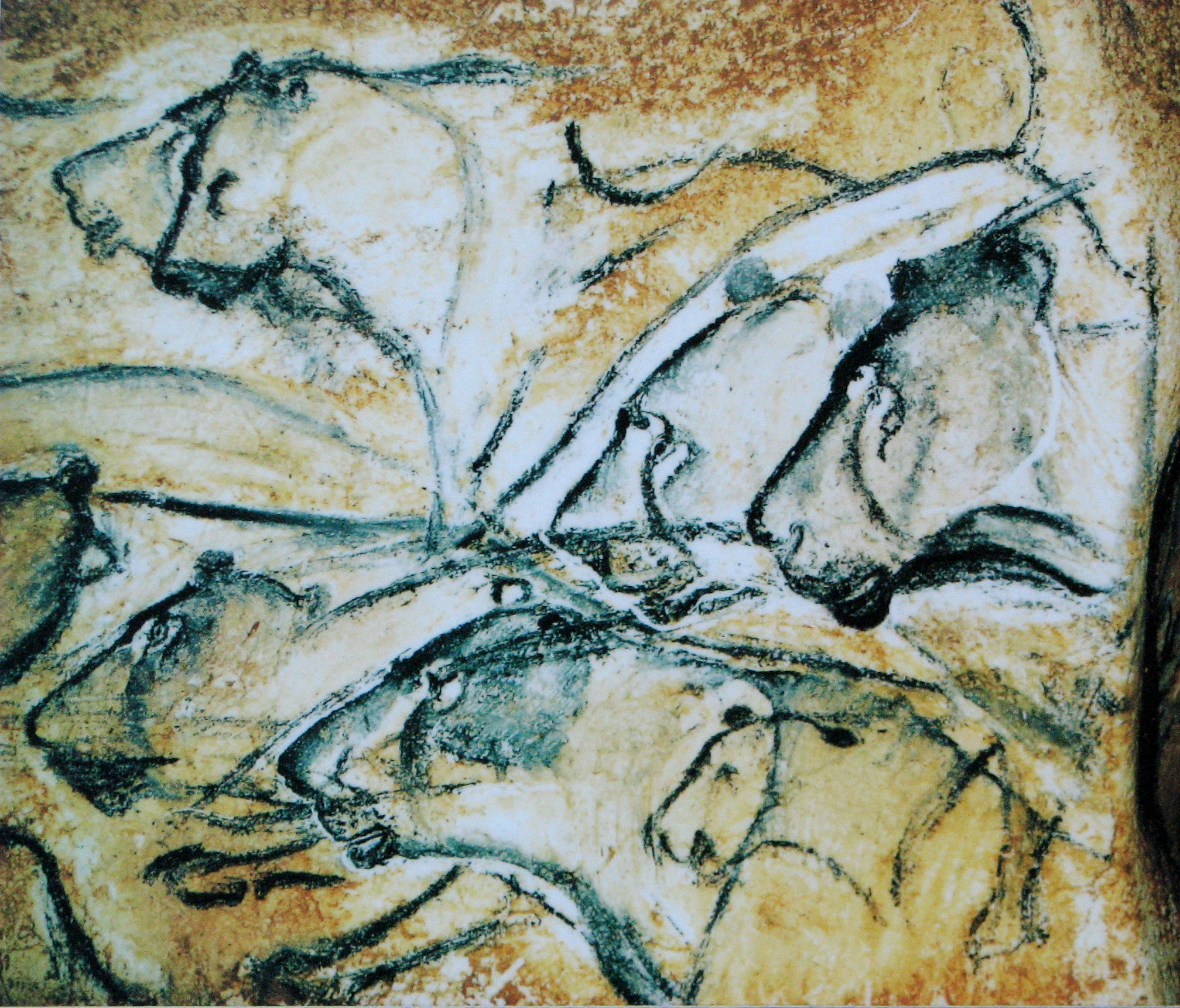
Eiszeitliche Darstellung von Höhlenlöwen in der Höhle von Chauvet

Von den frühen Menschen des Jungpaläolithikums wurde der Höhlenlöwe verschiedentlich künstlerisch dargestellt. Er ist somit Bestandteil der Höhlenmalerei und auch der Kleinkunst. Besonders eindrucksvolle Belege finden sich in der Frankokantabrischen Höhlenkunst. Zu den ältesten Beispielen gehört die Grotte Chauvet im Département Ardèche in Südfrankreich, deren Abbildungen über 30.000 Jahre alt sind. Hier sind unter anderem auf dem „Panneau der Löwen“ rund ein Dutzend Tiere abgebildet, die sich einer Gruppe von Wildrindern, Wollnashörnern und Wollhaarmammuten zuwenden. Alle Tiere sind durch schwarze Umrisslinien wiedergegeben. In anderen Höhlen sind Zeichnungen des Höhlenlöwens weitaus seltener. In der Höhle von Lascaux im Département Dordogne, die mit rund 16.000 Jahren deutlich jünger ist, finden sich in der „Kammer der Feliden“ drei eingeritzte Darstellungen von Höhlenlöwen. Einzelnen Erhebungen zufolge macht die Großkatze nur rund 2 % aller abgebildeten Tiere in der Höhlenkunst aus.

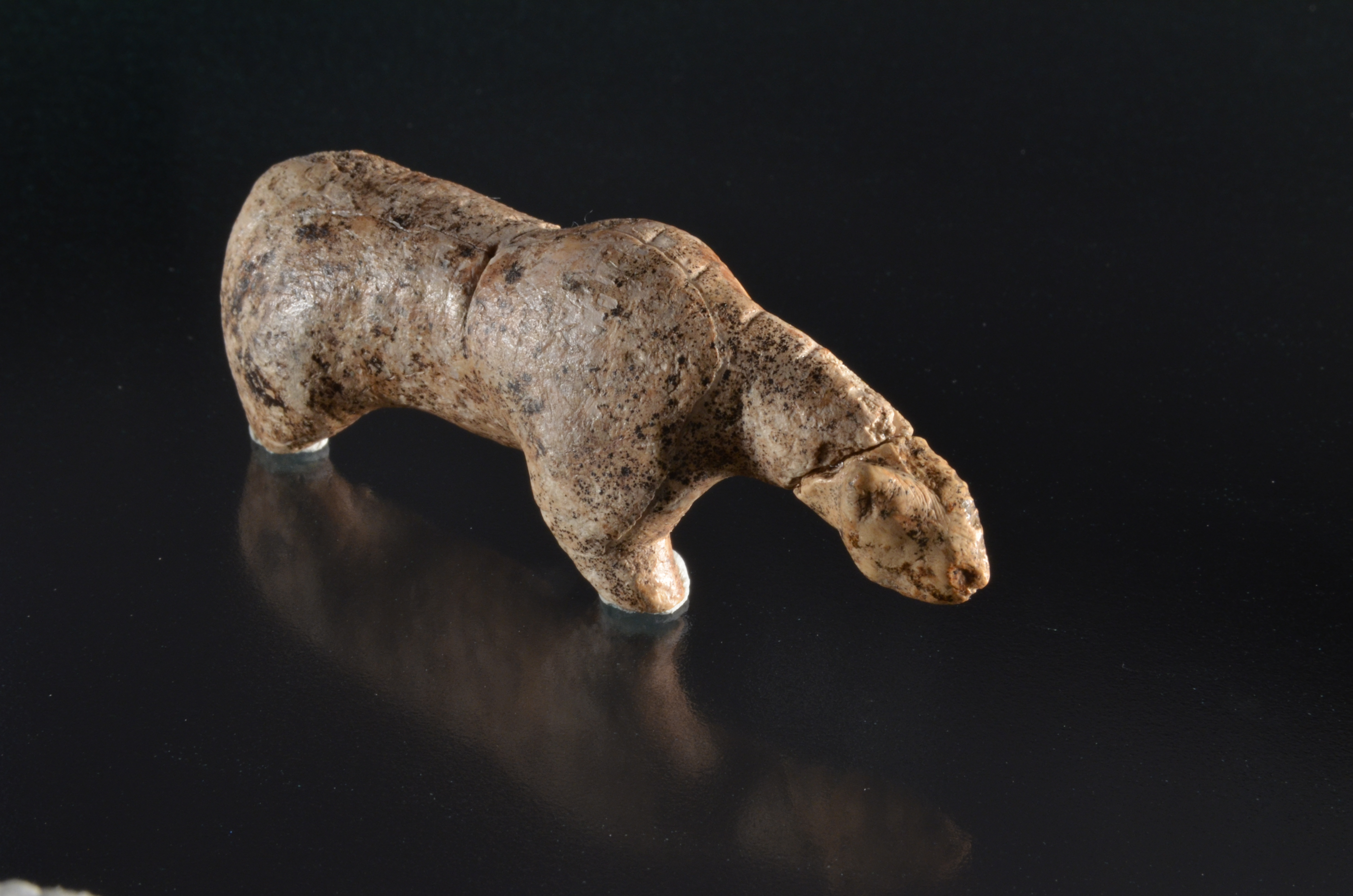
Skulptur aus Mammutelfenbein, die wahrscheinlich einen Höhlenlöwen darstellt (etwa 40 000 Jahre alt, Artefakt aus der Vogelherdhöhle, heute im Museum der Universität Tübingen MUT)

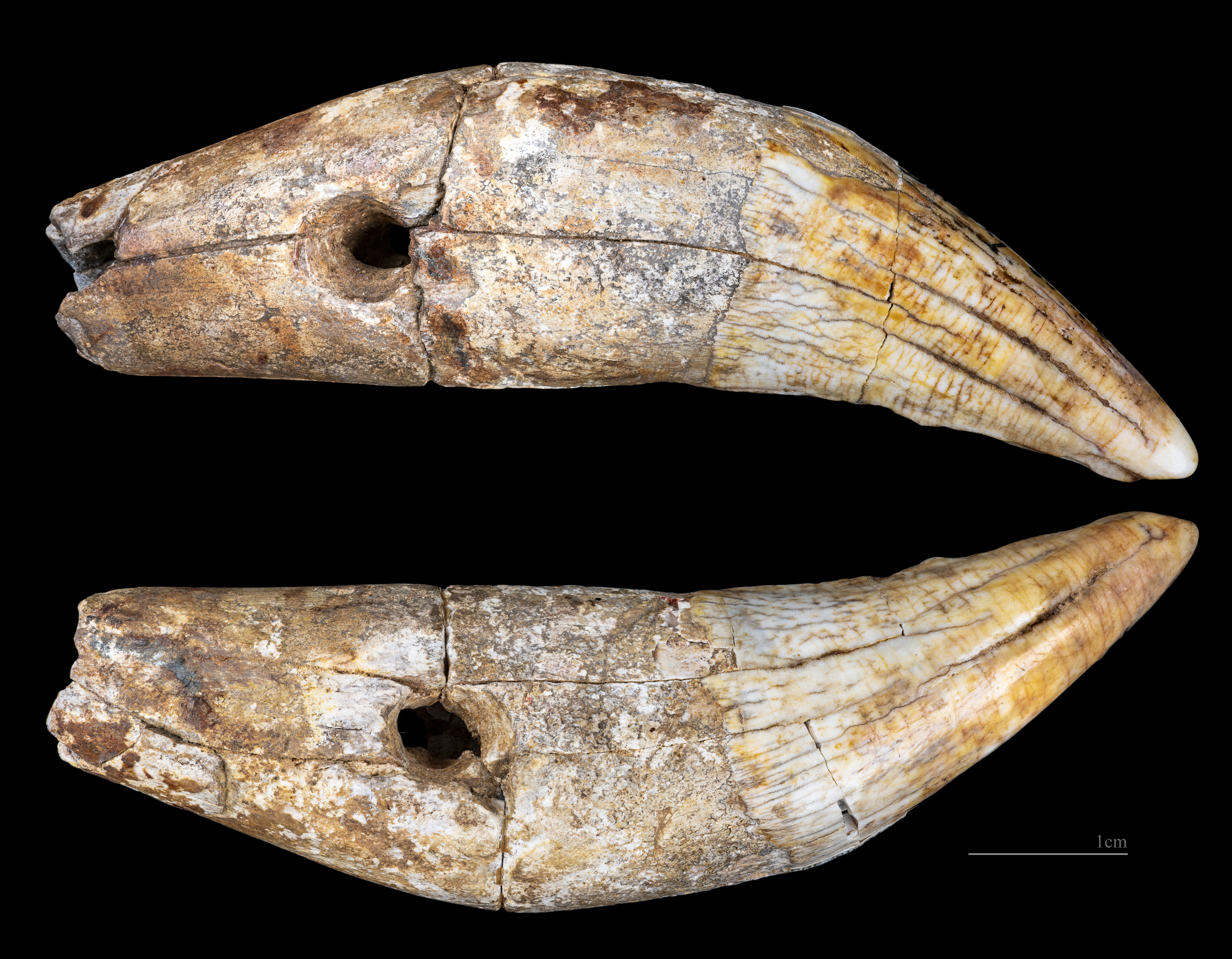
Durchbohrter Löwenzahn – Grotte Duruthy

Neben der Höhlenmalerei finden sich mehrere Beispiele in der mobilen Kleinkunst. Es treten sowohl plastische Skulpturen als auch Ritzzeichnungen auf. Als herausragend sind die Figuren aus der Vogelherdhöhle im Lonetal der Schwäbischen Alb in Süddeutschland anzusehen. Es wurden mehrere Voll- und Halbplastiken gefunden, die zwischen 6 und 9 cm lang sind, hinzu kommt ein einzelner Löwenkopf. Aus dem wenig entfernten Hohlenstein-Stadel stammt eine rund 31 cm große Figur, die als Löwenmensch bezeichnet und als Mischwesens interpretiert wird. Alle genannten Figuren wurden aus Elfenbein gefertigt. Mit einem Alter von mehr als 32.000 datieren sie in das Aurignacien und gehören zu den ältesten Kunsterzeugnissen der Menschheit. Sie sind Teil der Höhlen und Eiszeitkunst der Schwäbischen Alb. Aus dem nachfolgenden Gravettien wurden verschiedentlich Plastiken aus gebranntem Ton überliefert, so ein kleiner, nur 4,5 cm langer Löwenkopf aus Dolní Věstonice bei Brno in Mähren. Aus dem Magdalenien wiederum sind mehrere Ritzzeichnungen bekannt, so unter anderem von den gravierten Schieferplatten der Fundstelle Gönnersdorf  bei Neuwied.
Über die eigentlichen Darstellungen hinaus wurden Reste des Höhlenlöwen mitunter auch als Rohmaterialquelle für Kleinkunst verwendet. Erwähnenswert sind hierbei durchbohrte Eckzähne aus der Höhle Duruthy bei Sorde-l’Abbaye.